# 小叶青荚叶
小叶青荚叶（学名：Helwingia chinensis var. microphylla）为山茱萸科青荚叶属下的一个变种。

## 扩展阅读
- 維基物種上的相關：小叶青荚叶